# Sena tunga bombardemanget

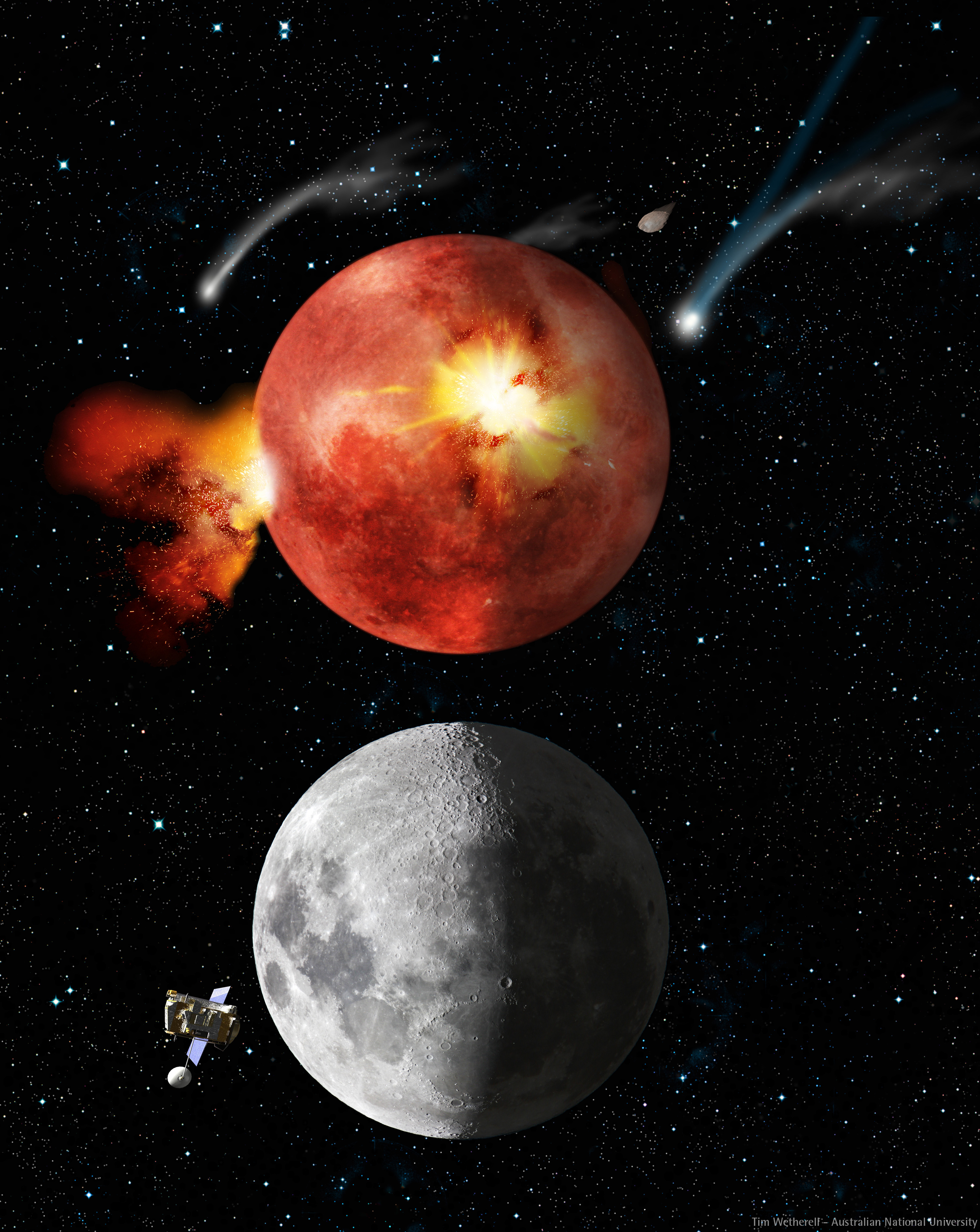
Konstnärens föreställning om månen under det sena tunga bombardemanget (ovan) i jämförelse med i dag (nedan).

Sena tunga bombardemanget (STB) var en period för omkring 3,8 till 4 miljarder år sedan, då Jorden, Merkurius, Månen, Venus och Mars var föremål för många nedslag från rymden, och ofta krockade med asteroider och kometer. Bevis för detta har samlats från analyser av månkratrar och sten från månen. Sena tunga bombardemanget formade kratrar i storlek som störst motsvarande kontinenter. Bombardemanget uppträdde efter en relativ lugn period på flera hundra miljoner år. Även senare har Jorden utsatts för liknande asteroidkrockar, vilket man menar skedde när dinosaurierna dog ut för 65 miljoner år sedan.
Många forskare  menar att liv uppstod på Jorden sena tunga bombardemanget. Andra tror dock att det liv som redan fanns sökte skydd i underjorden.
Man vet ännu inte vad som förorsakade detta bombardemeng. En teori är att Jupiters, Saturnus, Uranus och Neptunus omloppsbanor krympte, vilket skulle ha orsakat att de yttre områdena i asteroidbältet rensades och en del av dessa himlakroppar skulle ha kommit till det inre solsystemet på grund av Jupiters gravitation. En annan är att det någonstans i solsystemet skulle ha skett en stor kollision som bildat en massa löst stenmaterial som senare blev asteroider. Nyligen gjorda datamodeller visar att de yttre planeternas gravitation kunde ha orsakat att det in mot det inre solsystemet skulle ha kommit en stor mängd himlakroppar.
På jorden visar färska beräkningar att sena tunga bombardemanget producerade:
- 22 000 eller fler kratrar med diametrarna >20 km
- Omkring 40 kratrar med diametrar på ungefär 1 000 km
- Någon enstaka krater med en diameter över 5 000 km

### Fotnoter
1. ↑  Bengt Jonsson (22 april 2007). ”Jordens förhistoria arkiverad på månen”. Dagens nyheter. http://www.svd.se/jordens-forhistoria-arkiverad-pa-manen. Läst 14 april 2016.
2. ↑  Ulrika Engström (14 april 2016). ”Livet överlevde i underjorden”. Sveriges Television. http://www.svt.se/nyheter/vetenskap/livet-overlevde-i-underjorden?gmenu=open. Läst 14 april 2016.
3. ↑  Gitte Hou Olsen (19 september 2013). ”Ny hypotes: Solsystemet kan löpa amok igen”. National Geographic Sverige. http://natgeo.se/rymden/ny-hypotes-solsystemet-kan-lopa-amok-igen. Läst 14 april 2016.